# Atanasoff–Berry Computer
Pour les articles homonymes, voir Atanassov et Berry (homonymie).

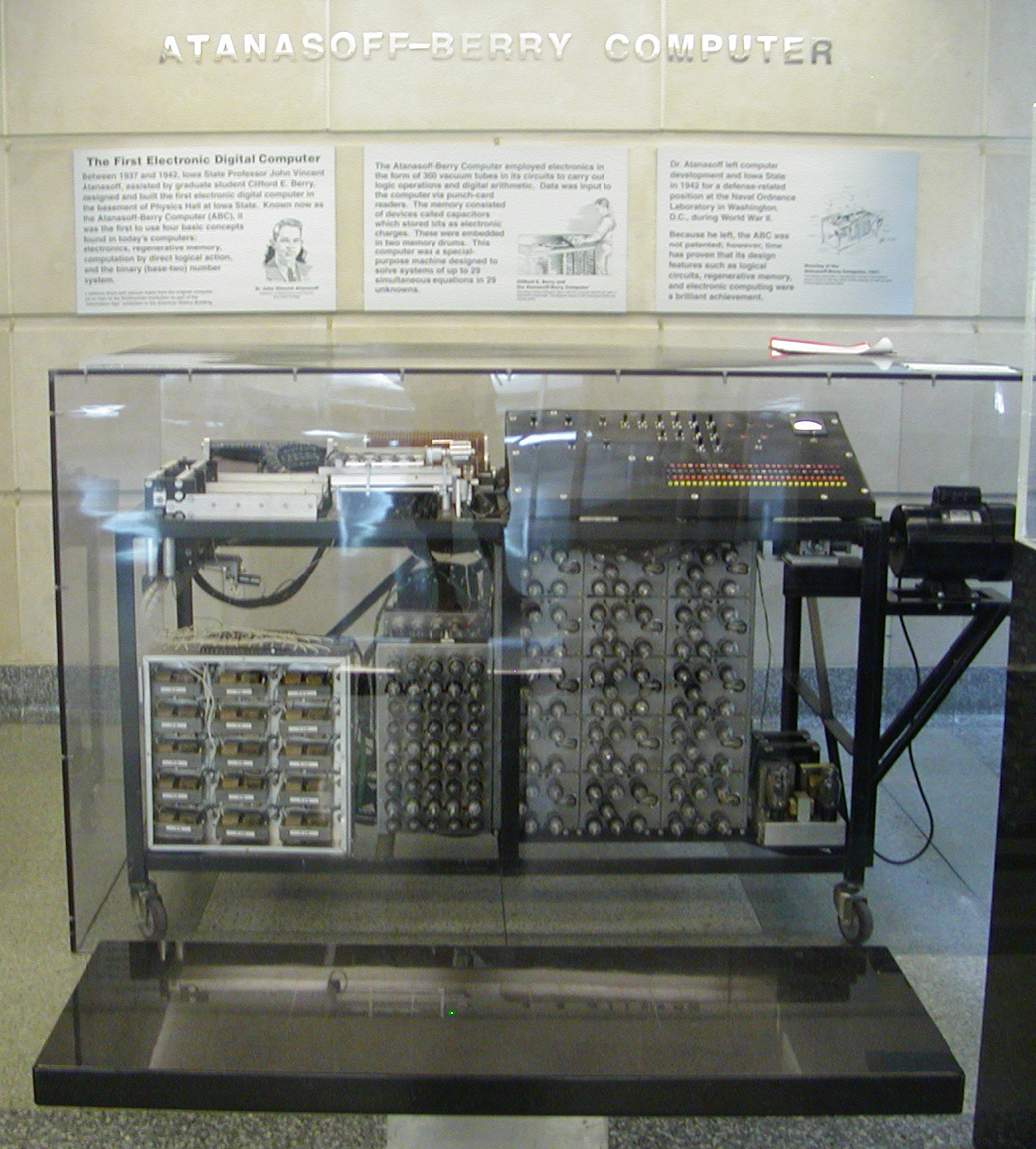
Atanasoff–Berry Computer

Le Atanasoff–Berry Computer (ABC) a été l'un des premiers calculateurs électronique numérique automatique. Limité par la technologie de son époque, cet appareil est resté relativement peu connu. L'importance historique de l'ABC est sujette à débat parmi les historiens de la technologie informatique, car il n'était ni programmable ni Turing-complet. De nos jours, l'ABC serait considéré comme la première unité arithmétique et logique (ALU) numérique et électronique - un composant de chaque processeur moderne. La principale contribution historique de l'ABC a été d'accélérer considérablement les calculs arithmétiques par l'emploi novateur des tubes électroniques. Avant cela, des méthodes électromécaniques plus lentes étaient utilisées par l'ordinateur Z1 de Konrad Zuse et du Harvard Mark I développé conjointement. Par la suite, le calculateur Colossus apportera une possibilité de programmabilité restreinte, puis l'ENIAC une programmation Turing-complète.

## Histoire
Sa conception par John Vincent Atanasoff et Clifford Berry datant de 1937, il fut reconnu après un procès comme le premier calculateur numérique électronique (titre auparavant attribué à l'ENIAC). 
Il a été testé avec succès en 1942.

## Description

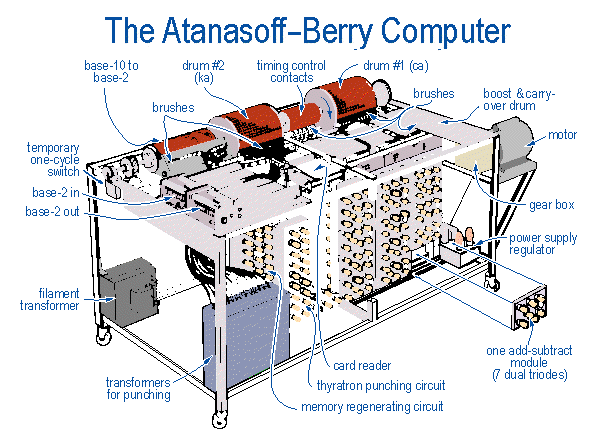
Schéma de l'Atanasoff–Berry Computer

Cette machine a été la première à implanter trois concepts fondamentaux :
- utilisation du binaire pour représenter tous les nombres et les données ;
- calculs réalisés par l'électronique plutôt que des éléments mécaniques ;
- une organisation séparée entre la mémoire et l'unité de calcul.